# Peter Philips

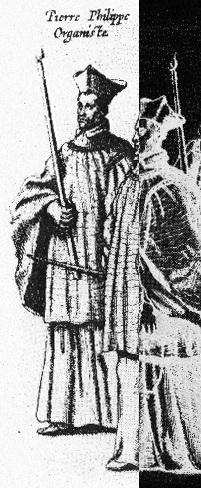

Peter Philips (auch Phillipps, Phillips, Pierre Philippe, Pietro Philippi, Petrus Philippus; * 5. August 1560 oder 4. August 1561, wahrscheinlich in London; † 1628 in Brüssel) war ein englischstämmiger Komponist, Organist, Cembalist und katholischer Priester. Die meiste Zeit seines Lebens verbrachte er auf dem europäischen Kontinent (Italien, Flandern), weil er als Katholik im protestantischen England des 16. Jahrhunderts zu einer benachteiligten und verfolgten Minderheit gehörte.

## Leben
Philips bekam seine erste musikalische Ausbildung 1572 bis 1578 als Chorknabe an der St. Paul’s Cathedral in London unter Sebastian Westcott († 1582). Er lebte bis zu Westcotts Tod in dessen Haus und wurde von ihm in seinem Testament bedacht.
Wegen der schwierigen Situation der Katholiken unter Elisabeth I verließ Peter Philips England im August 1582 und reiste über Flandern nach Rom, wo er als Organist am Englischen Jesuiten-Kolleg arbeitete. Außerdem trat er für drei Jahre in die Dienste von Alessandro Farnese (1520–1589). Während dieser Zeit, im Februar 1585, machte er Bekanntschaft mit einem Glaubensgenossen, der wie er im Exil lebte: Thomas, dritter Baron Paget (c. 1544–1590). Philips trat als Musiker in Pagets Dienste und sie verließen Rom im März 1585. In den nächsten Jahren bereisten sie halb Europa und kamen dabei nach Genua, Madrid, Paris, Brüssel und schließlich nach Antwerpen, wo Philips sich 1590, nach Pagets Tod, niederließ.
In Antwerpen heiratete Philips und verdiente seinen Lebensunterhalt mit Cembalo- und Virginal-Unterricht. 1593 ging er nach Amsterdam, um den holländischen Organisten Jan Pieterszoon Sweelinck zu sehen und zu hören. Auf dem Rückweg wurde er von einem Landsmann angeklagt, an einem Komplott gegen Königin Elisabeth I. teilgenommen und ihre Ermordung geplant zu haben. Philips musste vorübergehend ins Gefängnis in Den Haag, wo er die berühmte Pavana und Galliarda Dolorosa geschrieben haben soll (Fitzwilliam Virginal Book Nr. LXXX und LXXXI). Er konnte die Richter jedoch von seiner Unschuld überzeugen und wurde aus Mangel an Beweisen freigesprochen.
1597 wurde Philips Organist in Brüssel am Hofe von Erzherzog Albrecht VII von Habsburg und seiner Frau Isabella Clara Eugenia, den Statthaltern der spanischen Niederlande. Philips´ Kollegen waren Peeter Cornet (c. 1575–1633), Vicenzio Guami und der Spanier Juan Zacarías, außerdem der maitre de chapelle Géry de Ghersem und der Hoforgelbauer M. Langhedul. 1603 lernte Philips wahrscheinlich Francis Tregian den Jüngeren kennen, einen Exil-Katholiken, der zu dieser Zeit in Brüssel war. Tregian war ein gebildeter Musikliebhaber, für den das berühmte Fitzwilliam Virginal Book zusammengestellt und kopiert wurde.
Philips dürfte auch dem jungen Girolamo Frescobaldi (1583–1643) begegnet sein, der 1607–1608 im Gefolge des päpstlichen Nuntius Guido Bentivoglio nach Brüssel kam. Philips war außerdem befreundet mit John Bull, der 1613–1614 nach seiner Flucht aus England am Brüsseler Hof weilte.
Nach dem Tode seiner Frau und seiner Kinder trat Peter Philips in den geistlichen Stand und wurde zum Priester geweiht (1601 oder 1609); in der Folge erhielt er ein Kanonikat in Soignies (1610), und ein weiteres in Béthune (1622 or 1623). Er starb 1628 und wurde in Brüssel begraben.
Peter Philips war zu Lebzeiten ziemlich berühmt und seine Musik war weitverbreitet bis nach Lissabon und Stockholm. Jan Brueghel der Ältere (1568–1625), der sogenannte 'Samt-Brueghel', malte in seinem berühmten allegorischen Gemälde "Das Gehör" nicht nur ein typisches flämisches Cembalo und andere Instrumente, sondern auch die Noten eines Madrigals von "Pietro Philippi, Inglese".

## Werk
Peter Philips war ein sehr fruchtbarer Komponist, er hinterließ ungefähr 50 Madrigale und Hunderte von Motetten sowie zahlreiche Werke für Cembalo, Virginal oder Orgel. In seiner Musik spiegeln sich die verschiedenen internationalen Einflüsse seines Lebens: Das England seiner Kindheit und Jugend, seine Italien-Aufenthalte und die relativ internationale Atmosphäre am Brüsseler Hof.

### Tastenmusik
Von Philips sind 27 Werke für Tasteninstrumente erhalten, davon 19 im Fitzwilliam Virginal Book (Pavanen und Galiarden, Fantasien, Intabulierungen). Unter den so genannten Virginalisten nimmt er jedoch aus den obengenannten Gründen eine Sonderrolle ein: Seine Musik ist eine ungewöhnliche, aber sehr attraktive und ästhetische Mischung von englischen und italienischen Einflüssen, deutlich zu hören z. B. in seiner Version der Passamezzo Pavana und Galiarda Passamezzo, die streckenweise eine venezianische Doppelchörigkeit imitieren; die Galiarda endet außerdem mit einer typisch italienischen „Saltarella“. Besonders ungewöhnlich für einen Engländer sind seine Intabulierungen von italienischen Madrigalen: "Tirsi", "Freno" und "Cosi moriro" von Marenzio, "Chi fara fede al Cielo" von Striggio, das berühmte "Amarilli" (1603) von Giulio Caccini, und "Fece da voi. à sei." (eins seiner eigenen Madrigale von 1596). Dazu kommen einige Chansons von Orlando di Lasso: "Le Rossignuol" (1595), "Bon Jour mon Cœur" (1602) & "Margott Laborez" (1605).
Das früheste bekannte Stück von Philips ist eine Pavana, die im Fitzwilliam Virginal Book (Nr. LXXXV) mit '1580' datiert ist und den Vermerk trägt: The first one Phi[lips] made. Dieses Stück war sehr beliebt, es wurde von mehreren anderen Komponisten bearbeitet (Thomas Morley, John Dowland, Jan Pieterszoon Sweelinck (Pavana Philippi)). Die Pavana Pagget mit Galliarda ist mit '1590' datiert, und offenbar als Gedenkmusik auf den Tod von Philips Patron und Reisegefährten Lord Thomas Paget komponiert. Die sehr berühmte Pavana dolorosa (Nr. LXXX) trägt den Vermerk "Treg.", vermutlich eine Widmung an Francis Tregian (siehe oben). Dieses Stück ist geschrieben für ein Kielinstrument mit kurzer Oktave – die effektvollen tiefen Bässe unter einer chromatischen Linie im Tenor im dritten Teil sind sonst nicht spielbar (außer von Menschen mit ungewöhnlich riesigen Händen).
Weltliche Vokalmusik
- Primo Libro de Madrigali a sei voci (1596), für 6 Stimmen
- Zweites Madrigalbuch (1598), für 8 Stimmen
- Drittes Madrigalbuch (1603), für 6 Stimmen
- Einzelne Werke von Philips erschienen schon in der Sammlung Melodia Olympica (1591) von Pierre Phalèse dem Jüngeren (1550–1629) (weitere Auflagen 1594 and 1611).

Geistliche Vokalmusik
- Cantiones sacrae pro praecipuis festis totius anni et commini sanctorum (1612, bei Phalèse), für fünf Stimmen.
- Cantiones sacrae octonis vocibus, Antwerpen 1613, bei Phalèse, für acht Stimmen.
- Gemmulae sacrae Binis et Ternis Vocibus cum Basso Continuo Organum (1613).
- 3 Trios, in: Salomon De Caus, L'Institution Harmonique (Frankfurt 1616): Les Rossignols spirituels (zwei und vierstimmige Arrangements von populären Liedern, mit geistlichen Texten in Latein und Französisch).
- Deliciae sacrae binis et ternis vocibus cum basso continuo organum (1616).
- Litaniae Lauretanae (1623).
- Paradisus sacris cantionibus consitus, una, duabus et tribus vocibus decantantis (1628); 106 (!) Motetten für eine bis drei Stimmen und basso continuo.

## Noten
- The Fitzwilliam Virginal Book (Revised Dover edition), J. A. Fuller Maitland and W. Barclay Squire, corr., ed. and Preface by Blanche Winogron, New York: Dover Publications 1979–1980. SBN 486-21068-5.
- Eight Keyboard Pieces by Peter Philips: A collection of all Philips' known music for keyboard instruments contained in sources other than the Fitzwilliam Virginal Book. John Harley (ed.). Stainer & Bell, London 1995.
- Peter Philips: Complete Keyboard Music. Musica Britannica vol. 75, David J Smith (ed.). Stainer & Bell, London 1999.
- Cantiones Sacrae Octonis Vocibus (1613). Musica Britannica vol. 61. John Steele (ed.). Stainer & Bell, London 1992.
- Select Italian Madrigals. Musica Britannica vol. 29. John Steele (ed.). Stainer & Bell, London 1985.